# آچار شلاقی

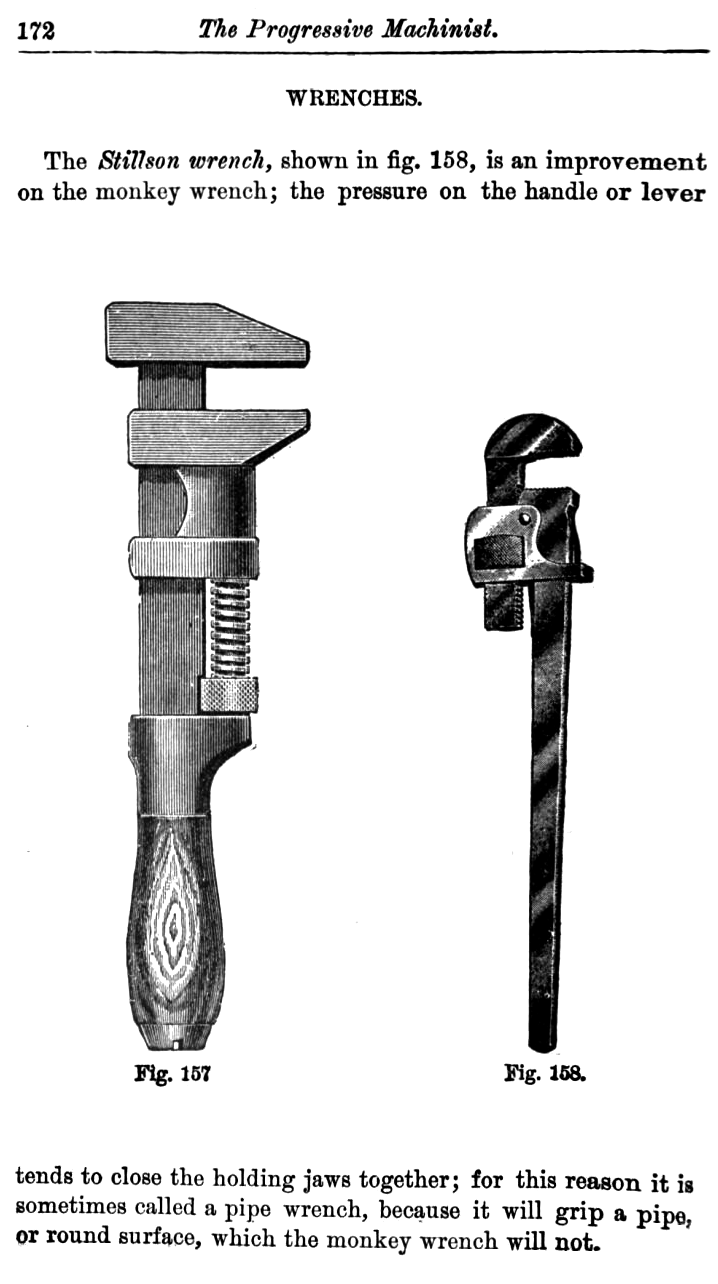
آچار شلاقی در مقایسه با آچار لوله‌کشی

آچار شلاقی (به انگلیسی: Monkey wrench) یک آچار قابل تنظیم که برای باز و بسته کردن انواع پیج، مهره، لوله و … بکار می‌رود. نحوه کار این آچار به این صورت است که ۲ تا فک لغزنده دارند و گاهی یکی ثابت و دیگری لغزنده می‌باشد که در صورت تنظیم شدن به نسبت اندازه مورد نیاز هرچه بیشتر نیرو به آن وارد کنیم سفت‌تر می‌شود. به این ابزار آچار لوله‌گیر هم گفته می‌شود. امروزه برای لوله‌کشی کاربرد وسیع دارد.